# Jean Sogard
Jean Sogard fut organiste de la Cathédrale Notre-Dame de Paris.